# كانتون أوبفالدن
كانتون أوبفالدن هو كانتون من كانتونات سويسرا.